# Xã Monroe, Quận Logan, Ohio
Xã Monroe (tiếng Anh: Monroe Township) là một xã thuộc quận Logan, tiểu bang Ohio, Hoa Kỳ. Năm 2010, dân số của xã này là 1.739 người.